# Fiskemel
Fiskemel fremstilles ved tørring og formaling af hele eller dele af fisk. Fiskemel har et højt indhold af protein. Fiskemel anvendes i foder til opdræt af fisk, men også i foder til smågrise, fjerkræ og kæledyr.
De mest anvendte arter af skandinavisk fiskemel er tobis, brisling og sperling. På grund af sammensætningen af de forskellige fedtsyrer er kvaliteten af skandinavisk fiskemel højere end fiskemel fremstillet af fisk fra varmere have.
Øvrige fiskearter, fanget i koldere vande, er bedre beskyttet fra fangst til fremstilling af fiskemel, end det gør sig gældende i de varmere have.
Fiskemelfremstillingen foregår i nedenstående processer:
Fisken forarbejdes ved at blive kogt, presset sammen, centrifugeret, inddampet og tørret. Resultatet bliver til sidst ca. 22% fiskemel og 6% fiskeolie.